# Juan Scarabelli
Juan Scarabelli (Molinella, 1874 - Rosario, 8 de abril de 1942) fue un escultor italiano emigrado a Argentina.

## Biografía
Juan Scarabelli estudió en el Instituto de Bellas Artes de Bolonia y en la Academia de Bergamo. Cuando tenía 24 años, en el 1898, emigró a Argentina. Se estableció en la ciudad de Marcos Juárez, obteniendo notables reconocimientos. Ejecutó obras artísticas en memoria de personajes importantes, por ejemplo el retrato del ex presidente Julio Argentino Roca. En 1899 se trasladó a la ciudad de Rosario, invitado por el escultor Luis Fontana (padre de Lucio Fontana, fundador del movimiento artístico llamado espacialismo), que aquí desde 1890 puso en marcha un estudio, en que Scarabelli se unió efectivamente en 1902. En 1905 Scarabelli aceptó como socio al escultor Cautero. Sus obras, guiadas por un riguroso academicismo, con fuertes referencias a la tradición clasicista italiana, y con interesantes entonaciones personales que celebraban el dinamismo y el sentimiento, encontraron una notable acogida y pronto se convirtió en el artista más importante de la ciudad. Scarabelli se casó en 1914 con Inés Morino. En las oficinas de Juan Scarabelli trabajaban setenta obreros en 1931, y a la actividad en su atelier; sumaba la enseñanza en la Academia Estímulo de Bellas Artes. Juan Scarabelli, después de una larga enfermedad, murió el 8 de abril de 1942, sin poder realizar el sueño de volver a Italia.

## Obras
Las más importantes familias de Rosario le solicitaron la construcción de sus tumbas, de manera que muchas de ellas monumentales de la parte antigua del cementerio El Salvador llevan su firma. Son esculturas majestuosas de bronce, mármol, blanco o negro, a menudo de carácter religioso. Por su fama le fueron encargadas también obras públicas, entre las más importantes el monumento a la independencia y uno dedicado al Gaucho. En poco tiempo su popularidad se hizo eco en toda Argentina, en Esperanza Juan Scarabelli participó a un concurso público (entre los cuales pudo constatarse la participación de la escultora Lola Mora) y le fue asignada, junto con Fontana, la construcción, en 1910, del Monumento à la Agricoltura Nacional, cuyo proyecto fue presentado en la Exposición Internacional de Turín en 1911 ganando la medalla de oro. En 1912 se adjudicó la construcción, en Paraná, del monumento en memoria a Monseñor de la Lastra, en cambio en 1916, en la ciudad de Córdoba de la estatua ecuestre de José de San Martín. Siempre en la misma ciudad construyó los monumentos a Olegario Correa y Cristóbal Colón.

## Homenajes
Las ciudades Rosario y Córdoba le dedicaron dos exposiciones, la primera se organizó en 1946 en Rosario (por la Sociedad Argentina de Artistas Plásticos), y la segunda en 1947 en el Jockey Club de Córdoba. 
La ciudad de Molinella tiene desde 1996 una calle que lleva su nombre.